# Obeso (Cantabria)
Obeso es una localidad española del municipio de Rionansa, perteneciente a la comunidad autónoma de Cantabria.

## Geografía
La localidad se encuentra a 293 m s. n. m. y a tres kilómetros de la capital municipal, Puentenansa.

## Historia
Hacia mediados del siglo XIX, el lugar, ya por entonces perteneciente al municipio de Rionansa, tenía contabilizada una población de 307 habitantes. Aparece descrito en el duodécimo volumen del Diccionario geográfico-estadístico-histórico de España y sus posesiones de Ultramar de Pascual Madoz con las siguientes palabras:

OBESO: l. en la prov. y dióc. de Santander (11 leg.), part. jud. de San Vicente la Barquera (5), aud. terr. y c. g. de Búrgos (33), ayunt. de Rionansa. sit. sobre una altura en terreno desigual: su clima es templado y húmedo; sus enfermedades mas comunes la enteritis, gastro-enteritis, gastritis, encefalitis, pneumanías, pleuro-pneumanías, congestiones celebrales, reumas agudos y crónicos, y principalmente las plétoras sangineas, efecto de los alimentos tan nutritivos que usan los naturales. Tiene 95 casas distribuidas en los barrios de Obeso, Pedredo y Roseco, una torre ó casa fuerte antiquísima; igl. parr. (San Facundo mártir), servida por dos curas de ingreso y provision del diocesano en patrimoniales; 4 ermitas (Ntra. Sra. de Llano, Ntra. Sra. de la Concepcion, San Roque, y San Mames), las 3 últimas en el casco de la pobl., y la primera en el monte titulado de Sta. María, en que se ven aun los cimientos de un ant. edificio que dicen sirvió de habitacion á monjes presididios por San Froilan, y 2 fuentes de buenas aguas. Confina con términos de Celis, Puente-nansa, Cosco y el valle de Lamason á 1 leg. los mas distantes. El terreno es quebrado y de mediana calidad, y le fertilizan las aguas del r. Nansa que pasa inmediato al pueblo. Hay cuatro montes de roble y encinas, bastante deteriorados. Ademas de los caminos locales cruzan por la pobl. dos carreteras que dirigen, una de Castilla á San Vicente, y la otra de Liébana á Santander: recibe la correspondencia de Cabezon de la Sal. prod.: maiz, aluvias, castañas y pastos; cria ganados en lo cual consiste la principal riqueza de los moradores; caza de varios animales, y pesca de truchas. ind.: 2 molinos harineros y construccion de aperos para la labranza, y elavoracion de queso y manteca. comercio: venta del ganado vacuno. pobl.: 50 vec., 307 alm. contr.: con el ayunt.
(Madoz, 1849, p. 204)

En 2023, la entidad singular de población de Obeso tenía empadronados 33 habitantes, todos ellos en el núcleo de población de ese nombre.

## Patrimonio
En las afueras del pueblo, sobre una loma, se halla la Torre de Rubín de Celis, declarada Bien de Interés Cultural con categoría de Monumento en 1992. Se trata de una torre datada del siglo XV, ya restaurada, de carácter defensivo, planta cuadrada y cuatro alturas; Hay, además, alguna casona de estilo barroco montañés, como la de los Lamadrid. Por lo que se refiere a su patrimonio religioso, la iglesia parroquial de San Facundo data del siglo XVIII. Junto a la iglesia se ha documentado una necrópolis altomedieval. Celebra la festividad de Nuestra Señora de Llano el 15 de agosto, además de San Facundo el 27 de noviembre.